# Lista das aglomerações urbanas da América do Sul com mais de 1 milhão de habitantes
Este anexo contém a lista das aglomerações urbanas da América do Sul com mais de 1 milhão de habitantes. A América do Sul tem 43 aglomerações urbanas com mais de 1 milhão de habitantes: 23 no Brasil; 5 na Colômbia; 4 na Venezuela; 3 na Argentina; 2 no Equador e na Bolívia e 1 no Uruguai, Paraguai, Chile e Peru. Apenas nestas aglomerações moram mais de 159 milhões de habitantes, mais de 35% do total da população sul-americana. 

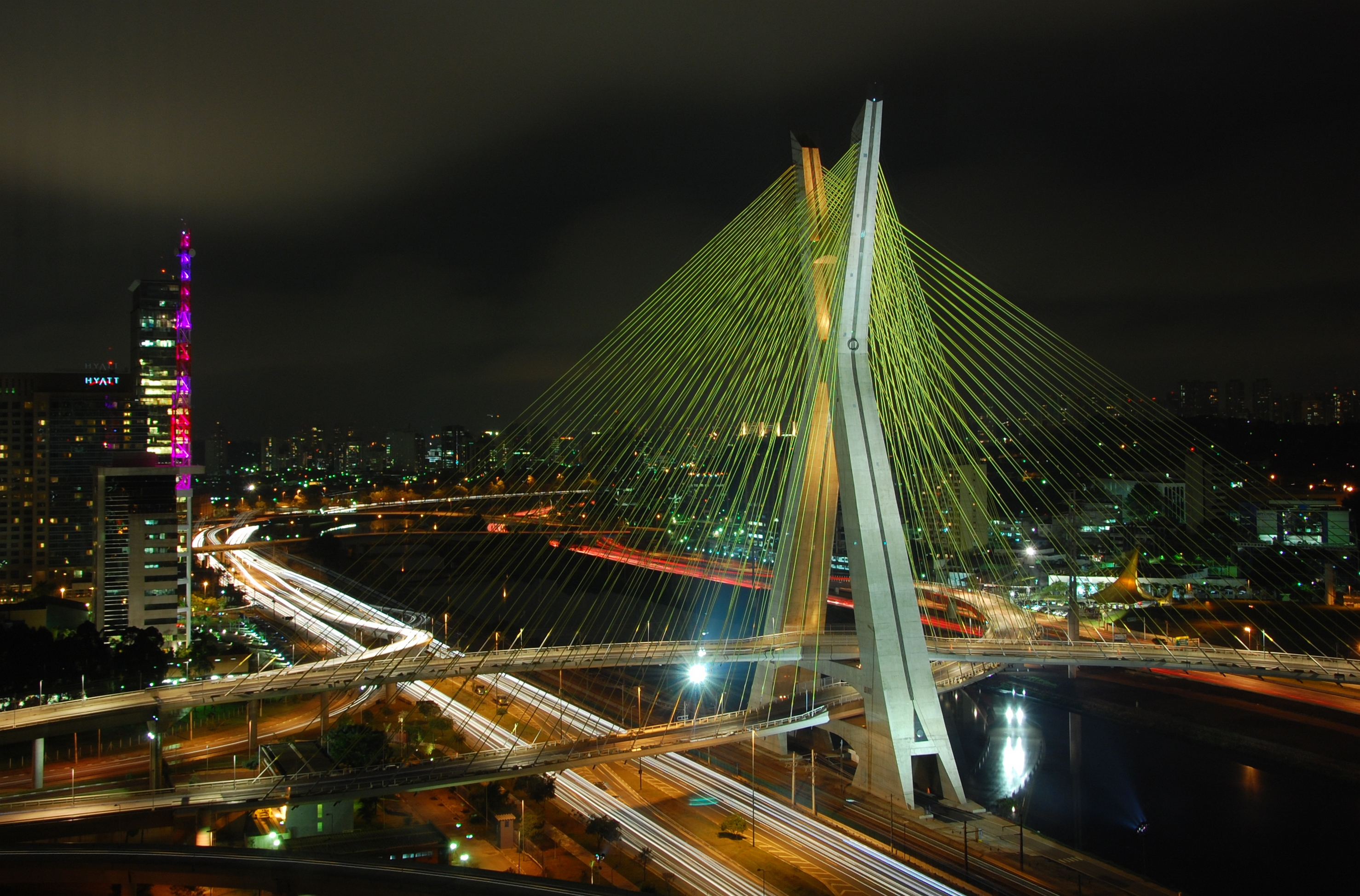
São Paulo, o maior aglomerado urbano da América do Sul

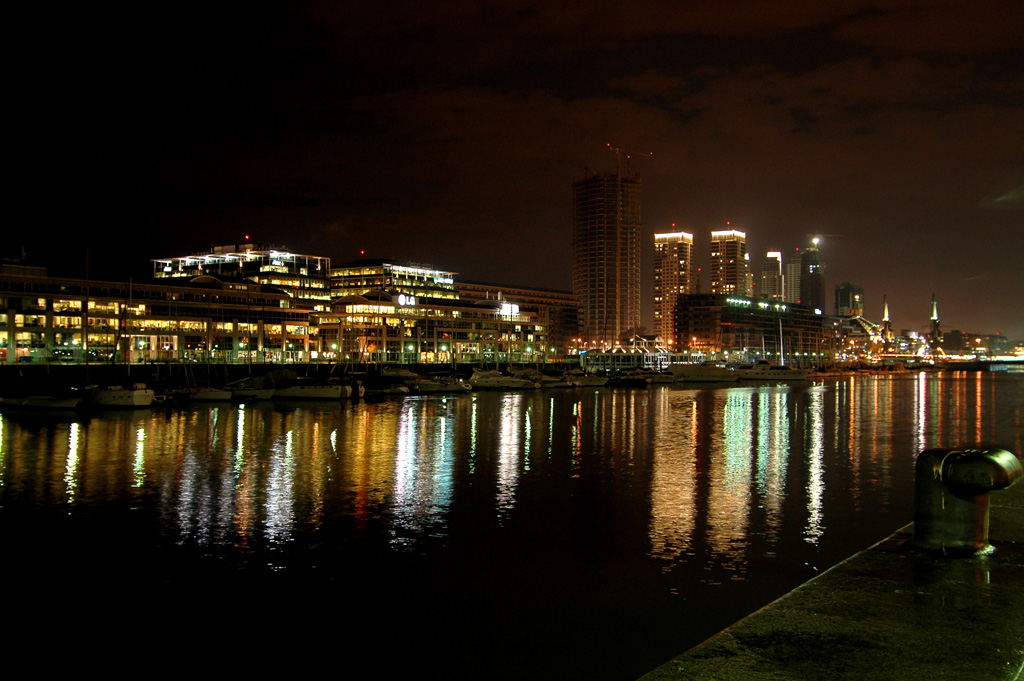
Buenos Aires, a segunda maior aglomeração urbana da América do Sul

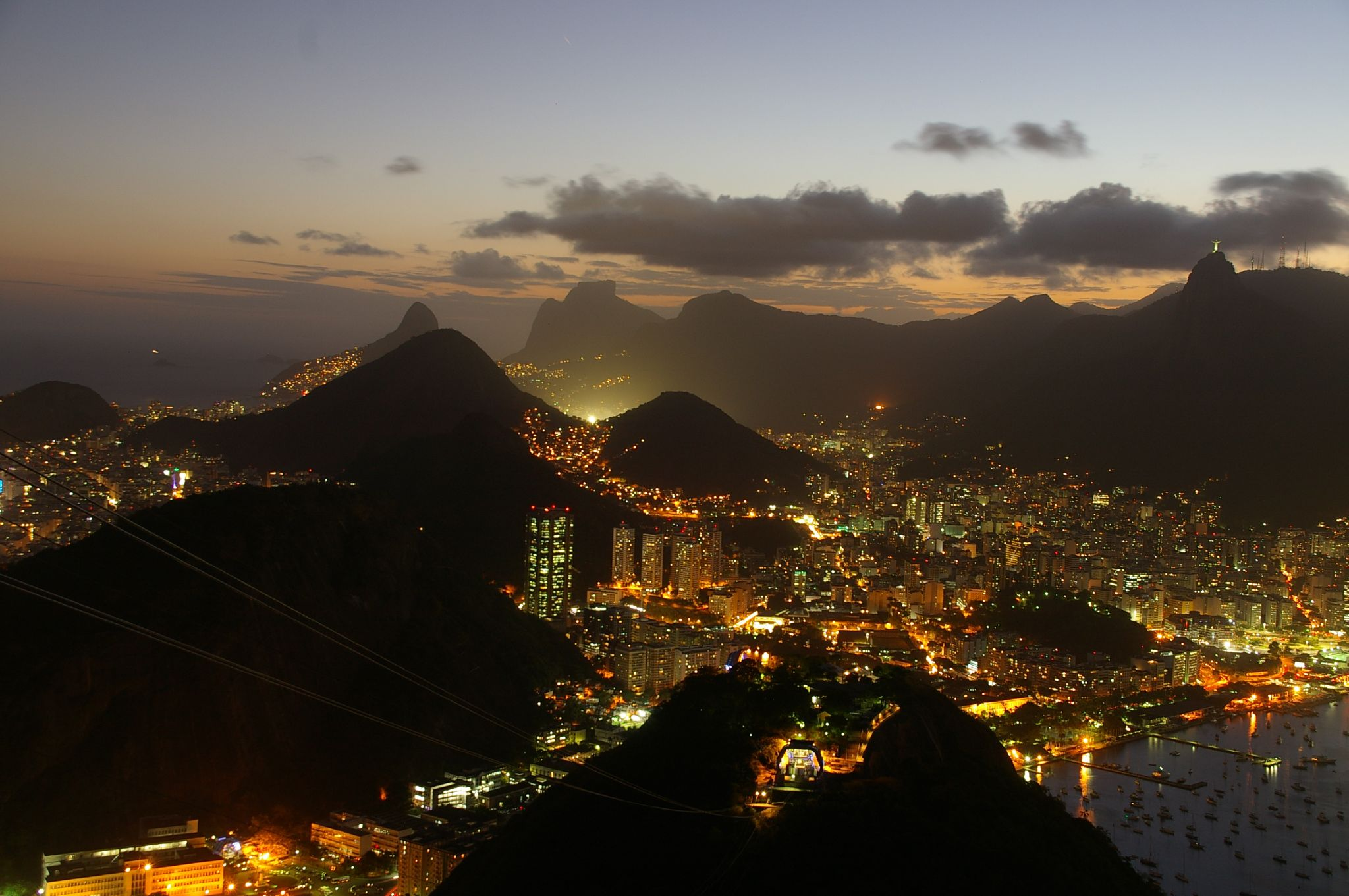
Rio de Janeiro, a terceira maior aglomeração urbana da América do Sul

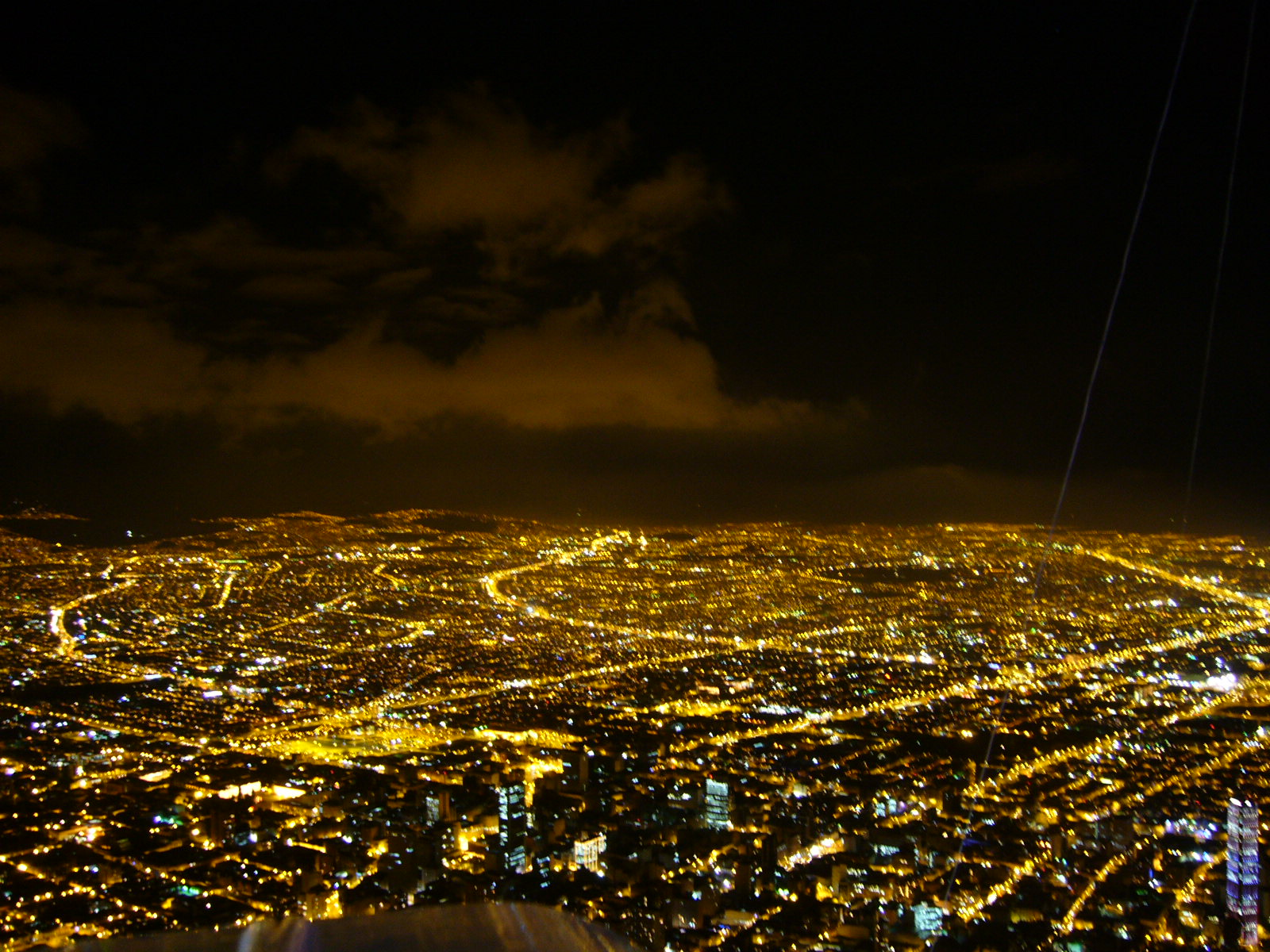
Bogotá, a quarta maior aglomeração urbana da América do Sul

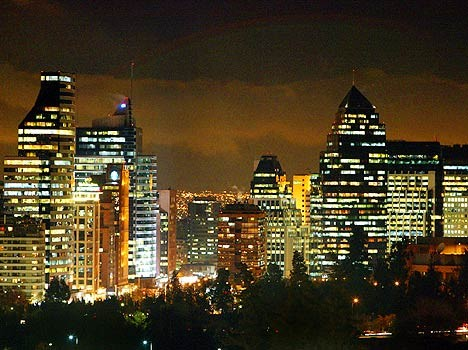
Santiago, a sexta maior aglomeração urbana da América do Sul

| Cidade                                                            | País      | Aglomeração urbana (em milhões de habitantes) | Cidade (habitantes) |
| ----------------------------------------------------------------- | --------- | --------------------------------------------- | ------------------- |
| São Paulo                                                         | Brasil    | 21,50                                         | 11.316.149          |
| Buenos Aires                                                      | Argentina | 13,62                                         | 3.025.772           |
| Rio de Janeiro                                                    | Brasil    | 13,05                                         | 6.718.903           |
| Bogotá                                                            | Colômbia  | 9,34                                          | 6.778.691           |
| Lima                                                              | Peru      | 9,29                                          | 9 556 266           |
| Santiago                                                          | Chile     | 6,27                                          | 7 003 122           |
| Belo Horizonte                                                    | Brasil    | 5,90                                          | 2 513 451           |
| Caracas                                                           | Venezuela | 4,92                                          | 3.140.076           |
| Região Integrada de Desenvolvimento do Distrito Federal e Entorno | Brasil    | 4,29                                          | 2 977 216           |
| Porto Alegre                                                      | Brasil    | 4,28                                          | 2.396.929           |
| Fortaleza                                                         | Brasil    | 4,05                                          | 2 627 482           |
| Salvador                                                          | Brasil    | 4,01                                          | 2 953 986           |
| Recife                                                            | Brasil    | 3,49                                          | 2.363.110           |
| Curitiba                                                          | Brasil    | 3,25                                          | 1.788.559           |
| Manaus                                                            | Brasil    | 2,31                                          | 2.006.870           |
| Medelín                                                           | Colômbia  | 3,31                                          | 2.223.078           |
| Campinas                                                          | Brasil    | 2,63                                          | 1.059.420           |
| Cali                                                              | Colômbia  | 2,57                                          | 2.068.317           |
| Guayaquil                                                         | Equador   | 2,27                                          | 4.215.725           |
| Goiânia                                                           | Brasil    | 2.09                                          | 1.244.645           |
| Belém                                                             | Brasil    | 2,08                                          | 1.428.368           |
| Maracaibo                                                         | Venezuela | 2,06                                          | 2.063.670           |
| Quito                                                             | Equador   | 2,04                                          | 1.700.458           |
| La Paz                                                            | Bolívia   | 1,87                                          | 1.872.480           |
| Barranquilla                                                      | Colômbia  | 1,77                                          | 1.146.349           |
| Vitória                                                           | Brasil    | 1,68                                          | 325.453             |
| Assunção                                                          | Paraguai  | 1,67                                          | 515.662             |
| Montevidéu                                                        | Uruguai   | 1,67                                          | 1.325.968           |
| Córdoba                                                           | Argentina | 1,58                                          | 1.582.000           |
| Santos                                                            | Brasil    | 1,48                                          | 2.418.375           |
| Santa Cruz de la Sierra                                           | Bolívia   | 1,40                                          | 1.397.692           |
| Valência                                                          | Venezuela | 1,39                                          | 1,385,202           |
| São José dos Campos                                               | Brasil    | 1,36                                          | 610.965             |
| São Luís                                                          | Brasil    | 1,30                                          | 998.385             |
| Natal                                                             | Brasil    | 1,24                                          | 798.065             |
| Sorocaba                                                          | Brasil    | 1,21                                          | 578.437             |
| Teresina                                                          | Brasil    | 1,20                                          | 813.992             |
| Cúcuta                                                            | Colômbia  | 1,20                                          | 742698              |
| Rosário                                                           | Argentina | 1,16                                          | 908.163             |
| Barquisimeto                                                      | Venezuela | 1,15                                          | 1.150.000           |
| Maceió                                                            | Brasil    | 1,12                                          | 922.458             |
| Londrina                                                          | Brasil    | 1,17                                          | 515.707             |
| João Pessoa                                                       | Brasil    | 1,06                                          | 672.081             |
| Joinville                                                         | Brasil    | 1,02                                          | 562.867             |